# Vlado Šola
Vlado Šola (Prisoje, 17 de noviembre de 1968) fue un jugador de balonmano croata que jugaba como portero. Fue uno de los componentes de la Selección de balonmano de Croacia con la que disputó 132 partidos internacionales. 
Tras retirarse de las canchas de balonmano en 2008, entró a formar parte una temporada después de la dirección deportiva del RK Zagreb y a ser entrenador asistente de Slavko Goluža.

## Equipos
- RK Medveščak Zagreb (-)
- RK Sisak (-1996)
- GWD Minden (1996-1998)
- SG Willstätt (1998-2002)
- Chambéry Savoie Handball (2002-2004)
- MKB Veszprém KC (2004-2006)
- RK Zagreb (2006-2008)

## Palmarés
MKB Veszprém KC
- Liga de Hungría 2005, 2006
- Copa de Hungría 2005

 RK Zagreb
- Liga de Croacia 2007, 2008
- Copa de Croacia 2007, 2008